# MAP3K7IP1
La proteína de interacción 1 con la MAP quinasa quinasa quinasa 7 (MAP3K7IP1) es una enzima codificada en humanos por el gen MAP3K7IP1.
La proteína MAP3K7IP1 fue identificada como un regulador de la MAP quinasa quinasa quinasa MAP3K7/TAK1, la cual está implicada en diversas rutas de señalización intracelular, tales como aquellas inducidas por TGF-beta, IL-1 y WNT-1. Esta proteína interacciona y por ello activa a la quinasa TAK1. Se ha demostrado que el extremo C-terminal de esta proteína es suficiente para la unión y activación de TAK1, mientras que el extremo N-terminal actúa como un inhibidor dominante negativo de TGF-beta, lo que sugiere que MAP3K7IP1 podría funcionar como mediador entre los receptores de TGF-beta y TAK1. Esta proteína también puede interaccionar y activar la MAPK14 y por ello representa una ruta de activación alternativa, además de la ruta de las MAPK quinasas, que contribuyen a la respuesta biológica de MAPK14 a diversos estímulos. Se han descrito diversas variantes transcripcionales de este gen, que codifican diferentes isoformas de la quinasa.

## Interacciones
La proteína MAP3K7IP1 ha demostrado ser capaz de interaccionar con:
- ZMYND11[4]
- MAPK14[5]
- SMAD7[6][7]
- TRAF6[8][9][10]
- MAP3K7IP2[11][12][8]
- XIAP[13][14]
- MAP3K7[12][15][9][16]
- MAP3K7IP3[12]